# Velika Gata
Velika Gata är ett samhälle i Bosnien och Hercegovina.   Det ligger i entiteten Federationen Bosnien och Hercegovina, i den västra delen av landet, 230 km nordväst om huvudstaden Sarajevo. Velika Gata ligger 367 meter över havet och antalet invånare är 1 177.
Terrängen runt Velika Gata är huvudsakligen platt, men åt sydost är den kuperad. Runt Velika Gata är det ganska tätbefolkat, med 93 invånare per kvadratkilometer.. Närmaste större samhälle är Bihać, 11,8 km söder om Velika Gata. 
Omgivningarna runt Velika Gata är en mosaik av jordbruksmark och naturlig växtlighet.